# Dark Side of the Rainbow
Dark Side of the Rainbow (znane również jako Dark Side of Oz lub The Wizard of Floyd) – nazwa odnosząca się do połączenia albumu The Dark Side of the Moon zespołu Pink Floyd z obrazem filmu Czarnoksiężnik z Oz z 1939 roku.

## Historia
W sierpniu 1995 roku gazeta Journal Gazette wydawana w mieście Fort Wayne opublikowała pierwszy medialny artykuł o "synchroniczności" albumu z filmem, powołując się na grupę dyskusyjną (tzw. Usenet) alt.music.pink-floyd. Wkrótce po tym kilku fanów zaczęło tworzyć strony internetowe, na których reklamowali i nagłaśniali odkryte zjawisko oraz próbowali kompleksowo skatalogować odpowiednie synchroniczne momenty.
Kolejny okres zainteresowania zjawiskiem przypadł na kwiecień 1997 roku, kiedy to radiowy DJ z Bostonu George Taylor Morris dyskutował na antenie o "Dark Side of the Rainbow". Doprowadziło to do kolejnych artykułów w mediach oraz do powstania członu na ten temat w MTV News.
W lipcu 2000 roku kanał filmowy Turner Classic Movies wyemitował film Czarnoksiężnik z Oz z albumem The Dark Side of the Moon jako alternatywna ścieżka dźwiękowa. Firma Turner Entertainment posiada prawa autorskie do filmu od 1986 roku.

## Synchroniczność
Istnieją różne stwierdzenia na temat tego, od którego momentu w filmie należy rozpocząć jego synchronizację z albumem. Kilka z nich uznaje za wyznacznik scenę z lwem Leo, jeszcze przed rozpoczęciem właściwego filmu. Większość sugeruje początek od trzeciego ryku lwa, zaś inne preferują zaczęcie synchronizacji od pierwszego lub drugiego. Z kolei inne stwierdzenia proponują włączenie muzyki z albumu, dopiero gdy obraz lwa ulega ściemnieniu - czyli dokładnie kiedy zaczyna się film. Zalecenia dotyczące oglądania filmu obejmują również ściszenie dźwięku w filmie i wykorzystanie napisów dialogowych.
Znajdujący się na okładce albumu The Dark Side of the Moon pryzmat rzekomo odzwierciedla przejście sposobu obróbki filmu z biało-czarnej na tzw. Technicolor; kolejne przykłady synchroniczności to zmiany muzyki przy dramatycznych momentach w filmie, takie jak krzyki w utworze "The Great Gig in the Sky" z tornadem na początku filmu, a także tematyczne podobieństwa - taniec stracha na wróble podczas "Brain Damage". Ten efekt synergii został opisany jako przykład synchroniczności, zdefiniowanej przez psychologa Carla Gustava Junga jako fenomen, w którym przypadkowe zdarzenia "wydają się być powiązane ze sobą, lecz nie da się ich wyjaśnić przez konwencjonalne mechanizmy przyczynowości."
Przeciwnicy teorii synchroniczności odnośnie do Dark Side of the Rainbow twierdzą, że zjawisko jest skutkiem skłonności umysłu do rozpoznawania schematów i wzorów pośród nieładu poprzez odrzucenie danych, które nie pasują. Psychologowie nazywają takie skłonności apofenią lub efektem potwierdzenia. Wedle takich stwierdzeń, entuzjaści Dark Side of the Rainbow skupiają się tylko na pasujących do siebie fragmentach, ignorując przeważającą liczbę tych, w których film i album nie odpowiadają sobie.

## Reakcje zespołu na zjawisko
Członkowie zespołu Pink Floyd wielokrotnie odpowiadali, że rzekome zjawisko jest tylko przypadkiem. W wywiadzie gitarzysta/wokalista David Gilmour zaprzeczył teoriom, że album został celowo stworzony w synchronizacji z filmem, mówiąc:

Jakiś facet ze zbyt dużą ilością czasu do zmarnowania wpadł na pomysł połączenia Czarnoksiężnika z Oz i The Dark Side of the Moon.

W 2002 roku, w wydaniu specjalnym o Pink Floyd programu MTV, zespół oddalił jakikolwiek związek między albumem a filmem, mówiąc, że nie było możliwości odtworzenia filmu w studio w momencie, gdy nagrywali ten album.
Inżynier dźwięku pracujący przy nagrywaniu albumu The Dark Side of the Moon, Alan Parsons, w 2003 roku zaprzeczył domniemanemu zjawisku:

Po raz pierwszy o zjawisku dowiedziałem się od amerykańskiego radiowca. To jest kompletny nonsens, mydlenie oczu. Przetestowałem efekt po raz pierwszy około dwóch lat temu. Jedno z dzieci mojej narzeczonej miało kopię filmu, więc pomyślałem, że muszę zobaczyć o co w tym chodzi. Byłem wielce zawiedziony. Jedyną rzeczą jaką dostrzegłem, był fragment tekstu "balanced on the biggest wave" zaśpiewany wtedy, gdy Dorotka balansowała, idąc wzdłuż płotu. Jedną z rzeczy, które powie ci dowolny specjalista dźwiękowy, jest to, że zakres tzw. dryfu między tym filmem a utworami jest ogromny. Może się on wydłużyć aż do dwudziestu sekund, zanim płyta się skończy. Tak czy inaczej, jeśli odtworzysz dowolny utwór przy wyłączonym dźwięku z telewizora, to znajdziesz fragmenty współgrające ze sobą.